# Candidatura Unitaria de Trabajadores
La Candidatura Unitaria de Trabajadores (CUT), anteriormente conocida con el nombre de Colectivo de Unidad de los Trabajadores—Bloque Andaluz de Izquierdas (CUT-BAI), es un partido político nacionalista andaluz de izquierda creado en 1979. Fue uno de los partidos fundadores de Izquierda Unida (IU) en 1986, organización de la que formó parte hasta 2015, regresando a la organización en 2018. Tras la disolución del Partido Andalucista (PA) en septiembre de 2015, la CUT se convirtió en el principal partido político que se declara nacionalista andaluz hasta la creación de Adelante Andalucía como partido político en 2021.
Aunque por su vinculación al sindicalismo rural andaluz su presencia está mayoritariamente en el campo, también tiene presencia en núcleos urbanos como Granada, Almería o Marbella (Málaga).

## Historia
La CUT fue creada por militantes del Sindicato de Obreros del Campo (SOC) en 1979, por iniciativa de Diamantino García, con el nombre inicial de Candidatura Unida de los Trabajadores para presentarse a las elecciones municipales de ese mismo año; obteniendo 5562 votos y 33 concejales en el conjunto de Andalucía. Desde entonces ha sido considerada como el «brazo político» de este sindicato, convirtiéndose en la opción hegemónica de la comarca de la Sierra Sur de Sevilla.
En 1986 la CUT se integró en la coalición Izquierda Unida (IU) junto con el PCE y otros partidos de izquierda. En su III Congreso, celebrado en Sevilla en 1992, cambió su nombre por el de Colectivos de Unidad de los Trabajadores. En 1999 se unifica con el grupo Andalucía Libre de Javier Pulido, en ese momento concejal de IU en Granada, adoptando el nombre de Colectivo de Unidad de los Trabajadores—Bloque Andaluz de Izquierdas (CUT-BAI). En 2004 propuso a otras fuerzas de izquierdas de Andalucía la formación de un Bloque Andaluz de Izquierdas (BAI). 
En las elecciones municipales de 2007 se presentó bajo las siglas de IU, obteniendo un centenar de ediles y nueve alcaldías, excepto en Huétor Tájar y Málaga, donde hubo candidaturas con las siglas BAI en las que participaron otras organizaciones además de la CUT como el Partido Comunista del Pueblo Andaluz (PCPA); así como en Paradas, donde un sector de CUT-BAI obtuvo una concejalía con una lista independiente de IU. 
En 2008 Juan Manuel Sánchez Gordillo, portavoz nacional de la CUT-BAI y alcalde de Marinaleda, fue elegido cabeza de lista de IU al Parlamento de Andalucía, donde ya había sido parlamentario desde 1994 hasta el año 2000, logrando el escaño por la provincia de Sevilla en las elecciones autonómicas de dicho año; puesto que revalidó hasta su renuncia en 2014.
El 17 de mayo de 2010 la CUT abandonó la Federación Andaluza de Municipios y Provincias (FAMP), por considerarla «ineficaz» en la defensa de las reivindicaciones de los ayuntamientos andaluces, con el fin de crear una federación más «libre e independiente».
En el IV Congreso de la CUT-BAI, celebrado en enero de 2014 en Sevilla, se tomó la decisión de renombrar el partido, que pasó a llamarse provisionalmente como Candidatura de Unidad de los Trabajadores, para finalmente adoptar el nombre de Candidatura Unitaria de Trabajadores (CUT).
El 12 de febrero de 2015 la CUT decidió abandonar definitivamente IU debido a su desacuerdo con la «política de pactos» entre esta formación y el PSOE. Aunque también decidió no integrarse en ninguna otra formación, la CUT pidió el voto para Podemos en las elecciones autonómicas del 22 de marzo, en cuyas candidaturas participaron dos de sus militantes, María García y Libertad Benítez, las cuales finalmente resultaron elegidas.
En las elecciones generales de España de 2016 la CUT se presentó en las circunscripciones de Andalucía dentro de la coalición Unidos Podemos, participando con independientes en sus listas. El sindicalista Diego Cañamero, exalcalde de El Coronil por la CUT, fue cabeza de lista de Unidos Podemos por Jaén, resultando elegido diputado. En las elecciones al Parlamento de Andalucía de 2018 la CUT se presentó dentro de la coalición Adelante Andalucía, participando con independientes en sus listas. En las elecciones generales de España de noviembre de 2019 no consiguió representación.

## Organización
La CUT se organiza territorialmente mediante asambleas locales que desarrollan su actividad política en el marco de un municipio. Las asambleas locales envían representantes a la Asamblea Nacional de la CUT, máximo órgano de decisión entre congresos. El partido está dirigido por una Mesa Permanente propuesta por el portavoz nacional y ratificada por la Asamblea Nacional.
La Permanente está compuesta por las siguientes personas:
- Juan Manuel Sánchez Gordillo: portavoz nacional, elegido por el Congreso.[11]
- Manuel Rodríguez: responsable del Área Interna
- Javier García: responsable del Área Ideológica
- María del Carmen García: responsable del Área Internacional
- José Antonio Mesa: responsable del Área Política

En abril de 2015 Rocío van de Heide, militante de la CUT y del Sindicato Andaluz de Trabajadores (SAT), fue elegida miembro del Consejo Ciudadano de Podemos en Andalucía, mediante el proceso de primarias abiertas que celebró dicha organización.